# Vridi-Kanal

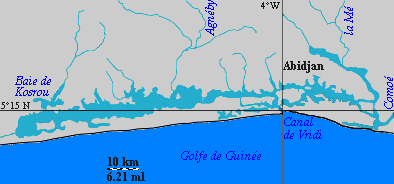
Die Ébrié-Lagune mit den wichtigsten Zuflüssen.

Die zehn selbständigen Gemeinden Abidjans

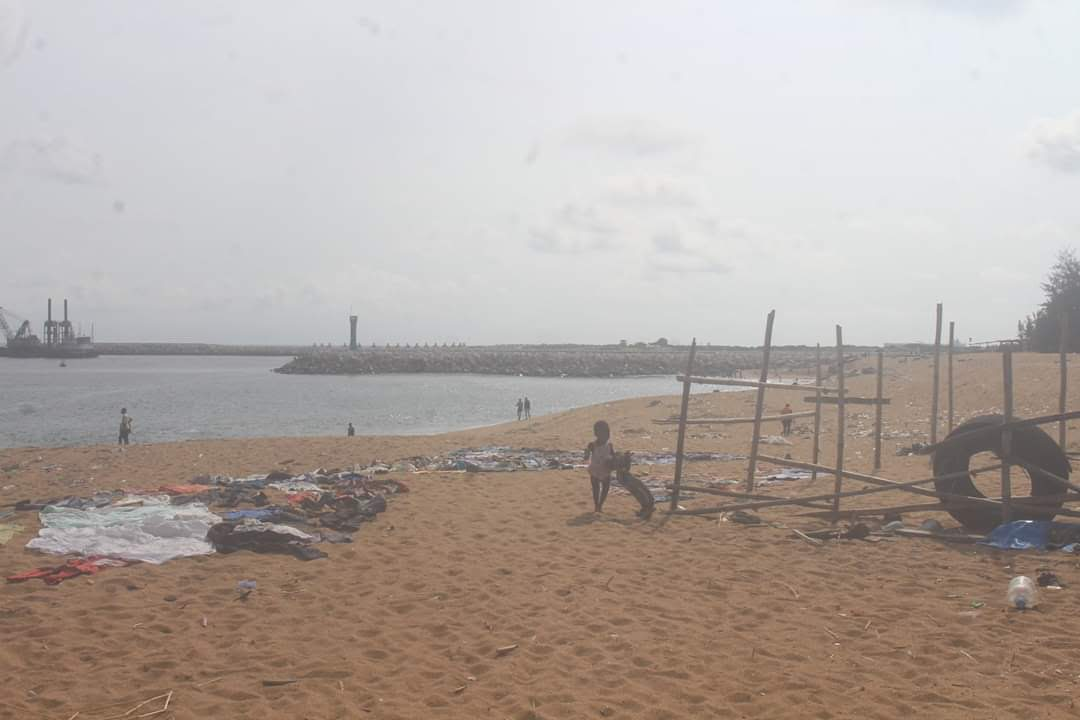
Vridi-Kanal von Port-Bouët aus

Der Vridi-Kanal oder Canal de Vridi ist ein circa 2,5 Kilometer langer schiffbarer Kanal in der Elfenbeinküste am Golf von Guinea, der den Hafen von Abidjan mit dem Atlantik verbindet und diesen zu einem Hochseehafen aufwertete. Er wurde 1950 erbaut und hat seinen Namen vom Dorf Vridi. Vor dem Bau des Kanals war Abidjan durch eine Lagune vom offenen Meer abgeschnitten. Über den Tiefwasserkanal kann es jetzt Kaffee, Kakao, Hölzer, Bananen, Ananas und Magnesium exportieren. Entlang des Vridi-Kanals erstrecken sich Mineral- und Erdöldocks. Am seeseitigen Eingang des Kanals steht am linken Ufer ein 16 m hoher, roter Leuchtturm.